# Damn (Kendrick Lamar)
Damn è il quarto album in studio del rapper statunitense Kendrick Lamar, pubblicato il 14 aprile 2017 negli Stati Uniti d'America dalle etichette discografiche TDE, Aftermath Entertainment e Interscope Records.
L'album ha visto la partecipazione di vari produttori discografici, tra i quali il produttore esecutivo e capo dell'etichetta Top Dawg, Anthony Tiffith, Sounwave della Digi+Phonics, DJ Dahi, Mike Will Made It e Ricci Riera. Ulteriori contributi sono stati fatti dal cantante James Blake, Steve Lacy, dal gruppo BadBadNotGood, dal produttore Greg Kurstin, dal rapper e disc jockey The Alchemist e dal beatmaker 9th Wonder.
Il successo di critica dell'album fu enorme, ricevendo il plauso universale da parte degli autori musicali, ed è salito in vetta alle classifiche di Canada e Stati Uniti, dove ha esordito al primo posto della Billboard 200 con 603 000 copie vendute durante la prima settimana, raggiungendo la Top 5 in Australia, Belgio, Danimarca, Irlanda, Norvegia, Paesi Bassi, Regno Unito e Svezia. Dall'album sono stati estratti tre singoli: Humble, Loyalty e Love. Il primo estratto, Humble, si è spinto fino alla posizione numero uno della Billboard Hot 100 statunitense. A luglio 2017 Damn è stato certificato doppio platino dalla RIAA, ricevendo una nomination come album dell'anno e vincendo nella categoria di miglior album rap alla 60ª edizione dei Grammy Awards. Peraltro, Damn fu posto in vetta alla classifica di fine anno stilata da Billboard e il 17 aprile 2018 ha conseguito una vittoria storica al Premio Pulitzer per la musica.
Nel 2020 è stato collocato al 175º posto della lista dei 500 migliori album di tutti i tempi secondo la rivista Rolling Stone.

## Descrizione

### Registrazione
Il beat del singolo Humble è stato sviluppato dal produttore Mike Will Made It, con l'intento di farlo registrare dal rapper Gucci Mane. In seguito, il produttore ha fatto ascoltare il beat anche a Lamar, pensando che questa sarebbe stata la prima volta che Lamar avrebbe registrato una canzone in stile trap. Dopo la registrazione del singolo era stato inizialmente concordato che sarebbe stato pubblicato all'interno dell'album di debutto di Mike Will Made It, Ransom 2, ma Lamar ha deciso di conservarlo per il suo prossimo album. DNA è stata la seconda canzone dell'album ad essere registrata da Lamar e Mike Will Made It, dopo Humble. Il primo versetto di DNA è stato registrato sopra un beat pre-registrato di Mike Will. Il secondo versetto invece è stato lavorato a cappella e in seguito sistemato sopra un nuovo beat di Mike Will. Lamar, per la seconda parte di DNA, ha proposto un beat "confusionale", che Mike Will ha in seguito riprodotto perfettamente.

### Stile musicale
Damn è stato descritto come un album conscious rap, con influenze trap, R&B e pop.

### Pubblicazione
Il 23 marzo 2017, Lamar ha pubblicato un singolo promozionale, The Heart Part 4, il quale suggeriva la possibile data d'uscita, il 7 aprile, del quarto album in studio del rapper. In quella data, l'album è stato reso disponibile per il pre-ordine e venne confermato che sarebbe stato reso disponibile la settimana seguente, ovvero il 14 aprile. L'11 aprile viene invece diffusa la lista tracce.
L'8 dicembre 2017 il rapper ha pubblicato la Collectors Edition dell'album. Questa versione, dal lato musicale, è identica al primo ma contiene un ordine invertito delle tracce, insieme ad una nuova copertina per il disco.

## Accoglienza
| Recensione           | Giudizio |
| -------------------- | -------- |
| AllMusic             | [ 1 ]    |
| The A.V. Club        | A        |
| Entertainment Weekly | A        |
| Rolling Stone        | [ 36 ]   |
| Pitchfork            | [ 37 ]   |
| The Daily Telegraph  | [ 38 ]   |
| NME                  | [ 39 ]   |
| HipHopDX             | [ 24 ]   |
| Q                    | [ 24 ]   |
| The New York Times   | [ 24 ]   |
| RapReviews           | [ 24 ]   |
| Spin                 | [ 24 ]   |

Damn è stato accolto dal plauso universale della critica. Il sito web di Metacritic, che assegna una valutazione massima di 100 basata su semplici recensioni, ha assegnato un punteggio medio di 95, basato su 39 recensioni. Andy Kellman di AllMusic ha affermato che "[L'album] contiene alcune delle migliori sceneggiature e performance di Lamar, rivela la sua complessità e la sua versatilità e la continua evoluzione di rivela-sentimenti e rapper dinamico". Christopher R. Weingarten, uno degli autori del periodico Rolling Stone, ha dichiarato che l'album è "molto simile al recente disco degli A Tribe Called Quest; Damn è una combinazione brillante tra il non avere tempo e la modernità, l'old school e il livello successivo. Il rapper più dotato di una generazione che ha calpestato gli anni 90 e continua a tracciare una scia". Greg Kot del quotidiano Chicago Tribune ha affermato che "Damn. toglie i ritmi dalla loro vera essenza, aromatizzato con camei occasionali (come Rihanna e gli U2)".
L'album è stato inserito in numerosissime liste dei migliori album del 2017: secondo The A.V. Club, BBC News, Billboard, Complex, NOW, Pitchfork, PopMatters, Rolling Stone, Slant Magazine, Spin e The Village Voice, l'album di Kendrick Lamar è il migliore dell'anno.

## Tracce
1. Blood – 1:58 (Kendrick Duckworth, Daniel Tannenbaum, Anthony Tiffith)
2. DNA – 3:05 (Kendrick Duckworth, Michael Williams II)
3. Yah – 2:40 (Kendrick Duckworth, Mark Spears, Dacoury Natche, Anthony Tiffith)
4. Element – 3:28 (Kendrick Duckworth, Mark Spears, James Blake, Ricci Riera)
5. Feel – 3:34 (Kendrick Duckworth, Mark Spears)
6. Loyalty (feat. Rihanna) – 3:47 (Kendrick Duckworth, Dacoury Natche, Mark Spears, Terrace Martin, Anthony Tiffith)
7. Pride – 4:35 (Kendrick Duckworth, Steve Lacy, Anna Wise, Anthony Tiffith)
8. Humble – 2:57 (Kendrick Duckworth, Mike Williams II, Asheton Hogan)
9. Lust – 5:07 (Kendrick Duckworth, Decoury Natche, Mark Spears, Chester Hansen, Alexander Sowinski, Matthew Tavares, Leland Whitty)
10. Love (feat. Zacari) – 3:33 (Kendrick Duckworth, Zacari Pacaldo, Travis Walton, Mark Spears, Greg Kurstin, Anthony Tiffith)
11. XXX (feat. U2) – 4:14 (Kendrick Duckworth, Mike Williams II, Decoury Natche, Mark Spears, Anthony Tiffith, Paul Hewson, David Evans, Adam Clayton, Larry Mullen Jr.)
12. Fear – 7:40 (Kendrick Duckworth, Daniel Maman)
13. God – 4:08 (Kendrick Duckworth, Ricci Riera, Mark Spears, Decoury Natche, Daniel Tannenbaum, Ronald LaTour, Anthony Tiffith, Daveon Jackson, Mike Hector, Travis Walton, Brock Korsan)
14. Duckworth – 4:08 (Kendrick Duckworth, Patrick Douthit)

Collectors Edition
L'8 dicembre 2017 è stata resa disponibile la Collectors Edition dell'album. Questa versione non è altro che un'inversione della lista tracce originale di Damn.
1. Duckworth – 4:08
2. God – 4:08
3. Fear – 7:40
4. XXX – 4:14
5. Love – 3:33
6. Lust – 5:07
7. Humble – 2:57
8. Pride – 4:35
9. Loyalty – 3:47
10. Feel – 3:34
11. Element – 3:28
12. Yah – 2:40
13. DNA – 3:05
14. Blood – 1:58

## Successo commerciale
Negli Stati Uniti, Damn ha debuttato al numero uno della Billboard 200 con 603 000 unità, diventando il suo terzo album consecutivo dopo To Pimp a Butterfly e Untitled Unmastered a raggiungere la cima della classifica. Ha venduto 353 000 copie pure nella prima settimana e ha accumulato oltre 340 milioni di stream. Nella sua seconda settimana, l'album è rimasto in vetta con 238 000 unità, di cui 87 000 copie pure, portando le vendite a un totale di 841 000 unità. Nella sua terza settimana, l'album ha continuato ad essere in testa con 173 000 unità equivalenti all'album, di cui 57 000 copie pure, totalizzando una somma di 1,014 milioni di unità. A un anno dalla sua pubblicazione, Damn aveva venduto 1 002 000 copie pure e 3 137 000 unità nel solo territorio statunitense. Il 10 maggio 2018 è stato certificato tre volte disco di platino dalla RIAA per aver superato le tre milioni di copie vendute.
L'album ha debuttato in cima alla classifica degli album canadesi con 35 000 copie vendute e 25,4 milioni di stream, diventando il terzo album consecutivo del rapper ad arrivare al numero uno. Nel Regno Unito, Damn ha venduto 30 000 unità nella prima settimana ed è entrato al numero due nella classifica degli album inglesi.
Secondo IFPI, è stato il settimo album più venduto a livello globale del 2017, con 1,3 milioni di copie. Damn è stato classificato alla prima posizione come album dell'anno nella Billboard 200 nel 2017. Nel 2018, Damn è stato classificato come il tredicesimo album più popolare dell'anno nella Billboard 200.

## Classifiche

### Classifiche settimanali
| Classifica (2017-25)       | Posizione massima |
| -------------------------- | ----------------- |
| Australia                  | 2                 |
| Austria                    | 6                 |
| Belgio (Fiandre)           | 2                 |
| Belgio (Vallonia)          | 16                |
| Canada                     | 1                 |
| Corea del Sud              | 3                 |
| Danimarca                  | 2                 |
| Finlandia                  | 3                 |
| Francia                    | 9                 |
| Germania                   | 6                 |
| Irlanda                    | 2                 |
| Italia                     | 15                |
| Lituania                   | 11                |
| Nuova Zelanda              | 2                 |
| Norvegia                   | 2                 |
| Paesi Bassi                | 2                 |
| Polonia                    | 22                |
| Portogallo                 | 5                 |
| Regno Unito                | 2                 |
| Regno Unito (R&B)          | 1                 |
| Spagna                     | 15                |
| Stati Uniti                | 1                 |
| Stati Uniti (digitale)     | 1                 |
| Stati Uniti (indipendente) | 2                 |
| Stati Uniti (rap)          | 1                 |
| Stati Uniti (R&B/hip hop)  | 1                 |
| Stati Uniti (vinile)       | 1                 |
| Svezia                     | 2                 |
| Svizzera                   | 3                 |
| Ungheria                   | 33                |

### Classifiche di fine anno
| Classifica (2017)         | Posizione |
| ------------------------- | --------- |
| Australia                 | 10        |
| Belgio (Fiandre)          | 25        |
| Belgio (Vallonia)         | 136       |
| Canada                    | 5         |
| Danimarca                 | 13        |
| Germania                  | 87        |
| Islanda                   | 15        |
| Italia                    | 68        |
| Nuova Zelanda             | 8         |
| Paesi Bassi               | 17        |
| Regno Unito               | 27        |
| Stati Uniti               | 1         |
| Stati Uniti (digitale)    | 2         |
| Stati Uniti (rap)         | 1         |
| Stati Uniti (R&B/hip hop) | 1         |
| Svezia                    | 10        |
| Svizzera                  | 89        |
| Classifica (2018)         | Posizione |
| Australia                 | 37        |
| Canada                    | 20        |
| Corea del Sud             | 34        |
| Islanda                   | 50        |
| Nuova Zelanda             | 23        |
| Regno Unito               | 76        |
| Stati Uniti               | 13        |
| Stati Uniti (rap)         | 8         |
| Stati Uniti (R&B/hip hop) | 9         |
| Classifica (2020)         | Posizione |
| Belgio (Fiandre)          | 171       |
| Classifica (2021)         | Posizione |
| Islanda                   | 98        |
| Stati Uniti               | 82        |
| Classifica (2022)         | Posizione |
| Australia                 | 72        |
| Belgio (Fiandre)          | 129       |
| Islanda                   | 60        |
| Classifica (2023)         | Posizione |
| Islanda                   | 43        |
| Stati Uniti               | 41        |
| Classifica (2024)         | Posizione |
| Portogallo                | 51        |

### Classifiche di fine secolo
| Classifica (2000-2024) | Posizione |
| ---------------------- | --------- |
| Stati Uniti            | 25        |